# Temporada da WTA de 1982
O WTA Tour de 1982 foi a décima segunda temporada desde a fundação da Women's Tennis Association. Começou em 4 de janeiro de 1982 e terminou em 19 de dezembro de 1982. A "Avon Championships World Championship Series" foi a turnê de elite do tênis feminino profissional organizado pela WTA. O ano foi dividido em duas turnês patrocinadas, com os primeiros três meses patrocinados como "Avon Series" e a última parte como "Toyota Series". Incluiu os quatro torneios do Grand Slam e uma série de outros eventos. Os torneios da ITF não faziam parte do tour, embora concedessem pontos para o WTA World Ranking.

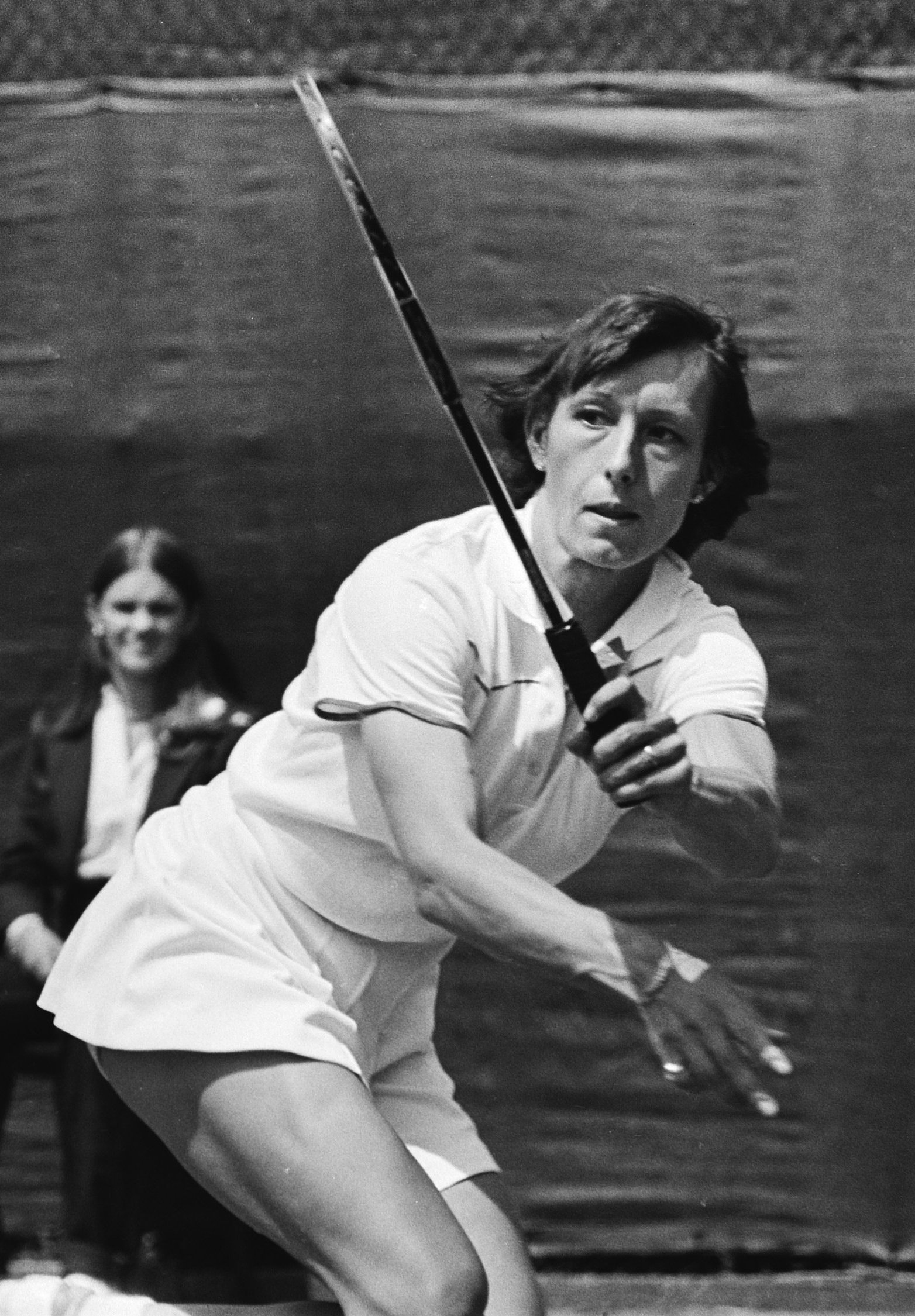
Martina Navratilova ganhou 15 títulos na temporada.

## Ranking de final de ano
Lista das 20 primeiras do ranking de final de ano da WTA de 1982 (20 de dezembro de 1982) - Agregado simples e duplas:
| Ranking de simples de final de ano | Ranking de simples de final de ano | Ranking de simples de final de ano | Ranking de simples de final de ano | Ranking de simples de final de ano |
| ---------------------------------- | ---------------------------------- | ---------------------------------- | ---------------------------------- | ---------------------------------- |
| Nº                                 | Jogadora                           | Pontos                             | 1981                               | F                                  |
| 1                                  | Martina Navratilova (USA)          | 19.165                             | 3                                  | +2                                 |
| 2                                  | Chris Evert-Lloyd (USA)            | 17.526                             | 1                                  | -1                                 |
| 3                                  | Andrea Jaeger (USA)                | 12.856                             | 4                                  | +1                                 |
| 4                                  | Tracy Austin (USA)                 | 10.403                             | 2                                  | -2                                 |
| 5                                  | Wendy Turnbull (AUS)               | 9.783                              | 8                                  | +3                                 |
| 6                                  | Pam Shriver (USA)                  | 9.156                              | 7                                  | +1                                 |
| 7                                  | Hana Mandlíková (TCH)              | 9.003                              | 5                                  | -2                                 |
| 8                                  | Barbara Potter (USA)               | 8.699                              | 10                                 | +2                                 |
| 9                                  | Bettina Bunge (FRG)                | 8.496                              | 9                                  | =                                  |
| 10                                 | Sylvia Hanika (FRG)                | 8.260                              | 6                                  | -4                                 |
| 11                                 | Virginia Ruzici (ROU)              | 7.527                              | 12                                 | +1                                 |
| 12                                 | Mima Jaušovec (YUG)                | 7.097                              | 11                                 | -1                                 |
| 13                                 | Anne Smith (USA)                   | 6.966                              | 16                                 | +3                                 |
| 14                                 | Billie Jean King (USA)             | 6.974                              | NR                                 | NR                                 |
| 15                                 | Kathy Rinaldi (USA)                | 6.593                              | 33                                 | +18                                |
| 16                                 | Zina Garrison (USA)                | 6.343                              | NR                                 | NR                                 |
| 17                                 | Rosalyn Fairbank (RSA)             | 6.218                              | 43                                 | +26                                |
| 18                                 | Bonnie Gadusek (USA)               | 5.956                              | 25                                 | +7                                 |
| 19                                 | Claudia Kohde-Kilsch (FRG)         | 5.856                              | 20                                 | +1                                 |
| 20                                 | Andrea Leand (USA)                 | 5.677                              | NR                                 | NR                                 |